# Atractus melas
Atractus melas är en ormart som beskrevs av Boulenger 1908. Atractus melas ingår i släktet Atractus och familjen snokar. Inga underarter finns listade.
Arten förekommer i kulliga områden i departementet Chocó i nordvästra Colombia. Utbredningsområdet ligger 80 till 300 meter över havet. Honor lägger ägg.